# Linda Motlhalo
Linda Motlhalo (sinh ngày 1 tháng 7 năm 1998) là một cầu thủ bóng đá nữ người Nam Phi chơi ở vị trí tiền vệ cho Houston Dash tại giải bóng đá nữ quốc gia Mỹ (NWSL) và đội tuyển bóng đá nữ quốc gia Nam Phi.

## Sự nghiệp quốc tế
Trong khi tham dự Trung tâm hiệu suất cao, cô đã chơi cho đội bóng đá dưới 20 tuổi quốc gia của Bóng đá nữ Nam Phi trong vai trò là một tiền đạo. Việc chơi ở vị trí tiền đạo của cô diễn ra trong các trận đấu trong Giải đấu vòng loại World Cup U-20 Bóng đá nữ châu Phi 2015.
Motlhalo được gọi vào đội hình chính thức của quốc gia lần đầu tiên vào tháng 10 năm 2015. Tuy vậy, sau một chấn thương với Thembi Kgatlana khiến cô bị rút khỏi đội hình thức. Motlhalo không thể tham gia vào thời điểm đó, nhưng thay vào đó, cô đã tham gia thi đấu với đội tuyển Cameroon vào năm 2016, trong trận đấu này cô đã ghi bàn trong trận hòa 2-2. Cô chia sẻ: "Tôi rất vui khi được tham gia thi đấu trong đội bóng này. Các cầu thủ cấp quốc gia đã khiến tôi cảm thấy như ở nhà và thật tốt khi được chạm vai với những người như Janine và Amanda. Tôi thực sự rất thích thời gian ở đây." Motmusalo hy vọng sẽ được gọi vào đội tuyển tham dự Thế vận hội mùa hè 2016 tham gia Rio de Janeiro, Cúp bóng đá nữ châu Phi 2016 ở Cameroon và Cúp bóng đá nữ châu Phi 2018 tại Ghana.